# Leucaspius delineatus
Leucaspius delineatus é uma espécie de peixe actinopterígeo da família Cyprinidae.

## Distribuição geográfica
Pode ser encontrada nos seguintes países: Alemanha, Arménia, Áustria, Azerbaijão, Bielorrússia, Bélgica, Bulgária, Cazaquistão, República Checa, Dinamarca, Estónia, Finlândia, França, Geórgia, Hungria, Irão, Letónia,  Montenegro, Moldávia, Países Baixos, Noruega, Polónia, Roménia, Rússia, Sérvia, Eslováquia, Suécia, Suíça, Turquia e Ucrânia.